# MikeOS
MikeOS är ett 16-bitars operativsystem för Intel-baserade PCs skrivet helt i assembler.
MikeOS är baserat på öppen källkod med inriktning på att lära ut assembler och operativsystems design. Operativsystemet kan bootas från diskett eller cd-rom. Det är inte avsett för daglig användning som till exempel Linux eller MS-Win.
MikeOS är skapat av Mike Saunders och projektets öppna karaktär har gjort att andra programmerare bidragit med programkod, precis som för BSD och Linux även om projektets storlek är blygsamt vid en jämförelse.
Det är meningen att man ska kompilera MikeOS på en Linuxmaskin men numera finns det stöd för att kompilera MikeOS även på Mac OS och MS-Windows.